# Mesnil-Panneville
Mesnil-Panneville é uma comuna francesa na região administrativa da Normandia, no departamento de Sena Marítimo. Estende-se por uma área de 12 km². Em 2010 a comuna tinha 734 habitantes (densidade: 61,2 hab./km²).